# I-Marke

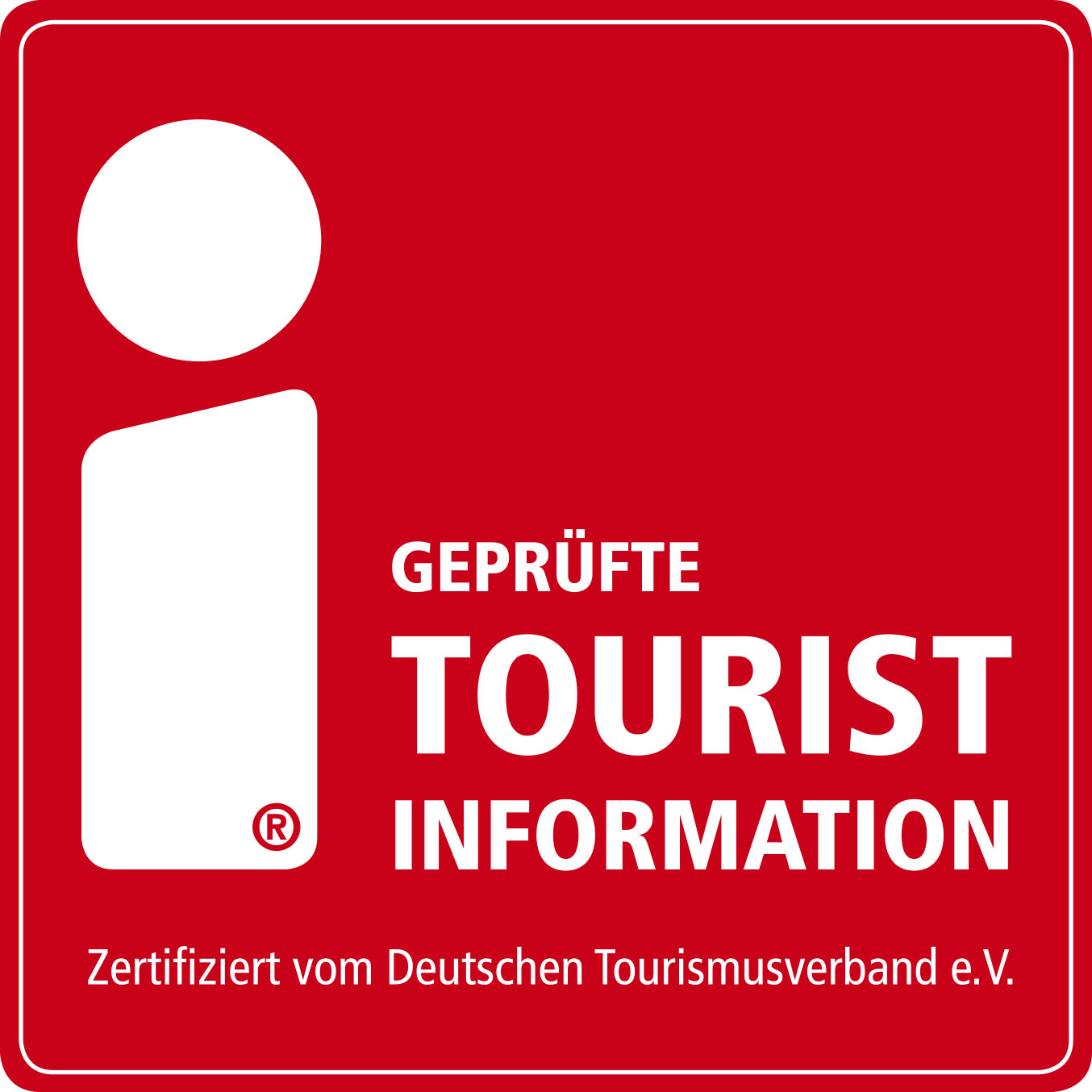
i-Marke Logo seit 2014

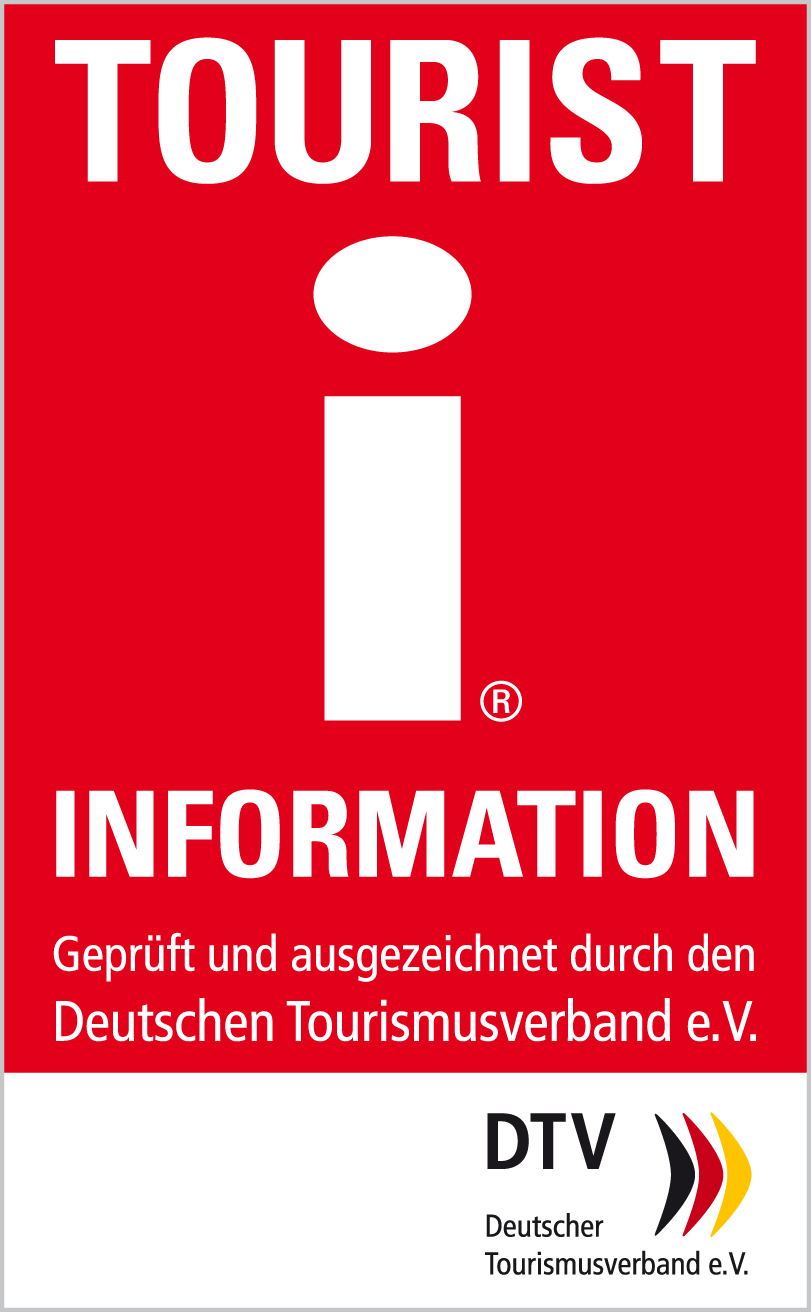
i-Marke Logo

Die i-Marke ist ein deutschlandweites und einheitliches Qualitätssiegel für Touristinformationen vom Deutschen Tourismusverband e. V. (DTV). Die Auszeichnung soll signalisieren, dass die Informations- und Servicequalität den Anforderungen im Tourismus genügt und sich Gäste und Leistungsträger deutschlandweit an dem Qualitätssystem orientieren können. Die Touristinformationen werden vor Ort einem anonymen Qualitätscheck unterzogen, der sich auf einen standardisierten Kriterienbogen stützt. Die Teilnahme ist freiwillig und die Auszeichnung ist für 3 Jahre gültig. Nach Ablauf der Zeit kann die Zertifizierung erneut durchgeführt werden.

## Mindeststandards und Kriterien
Um das Zertifikat der i-Marke zu erhalten müssen die Touristinformationen 14 Mindestkriterien erfüllen. Liegen diese vor, kann der Qualitätscheck in Form einer Vor-Ort-Überprüfung anhand eines standardisierten Kriterienbogens vorgenommen werden. Die Grundprüfung, die für die Auszeichnung mit der i-Marke bestanden werden muss, umfasst insgesamt 40 weitere Kriterien. Ein vom Deutschen Tourismusverband geschulter Prüfer bewertet unter anderem:
1. Erscheinungsbild außen
2. Ausstattung / Erscheinungsbild innen
3. Beratung / Service am Counter
4. Leistungsangebot der Touristinformation
5. Grad der Digitalisierung
6. Qualitätsbewusststein und Netzwerk der Touristinformation

Mit dem Zertifikat darf die Touristinformation 3 Jahre lang werben und erhält für den Zeitraum auch das Nutzungsrecht am i-Marke Logo, bis eine erneute Prüfung für den Erwerb des Qualitätssiegels durchgeführt werden muss. Die Kriterien werden kontinuierlich weiterentwickelt und optimiert sowie an die Erwartungen der Gäste und der Serviceanforderungen angepasst.

## Weitere Prüfungsarten
Neben der Grundprüfung vor Ort haben die Touristinformationen die Möglichkeit, sich weiteren Qualitätschecks zu unterziehen. Bei dem erweiterten Vor-Ort-Check werden 60 weitere Kriterien zusätzlich zur Grundprüfung bewertet. Anschließend wird eine Stärken-/Schwächenanalyse-Bericht angefertigt mit deren Hilfe die Touristinformation zielgerichtet und strategisch beraten wird.
Zur weiteren Serviceüberprüfung können folgende Mystery-Checks von der Touristinformation angefordert werden:
- Telefoncheck
- Mailcheck
- Prospektcheck
- Homepagecheck

Die Mystery-Checks fließen nicht in die Zertifizierung der Touristinformation mit ein, sondern werden separat ausgewertet. Hiermit wird der Touristinformation die Chance auf eine – durch externe Prüfer vollzogene – Selbstkontrolle geboten, um das vorhandene Angebot und die Dienstleistungsqualität zu optimieren und zu verbessern.